# Вилхелм Вин
Вилхелм Карл Вернер Ото Фриц Франц Вин (13. јануар 1864 — 30. август 1928) био је немачки физичар који је 1893. године, користећи теорије о топлоти и електромагнетизму, дошао до Виновог закона померања, који израчунава емисију црног тела на било којој температури из емисије на било којој од референтних температура.
Такође је формулисао израз за зрачење црног тела, што је зачно у граници фотон-гаса. Његови аргументи су засновани на појму адијабатске инваријантности и били су од користи за формулацију квантне механике. Вин је добио Нобелову награду за физику 1911. године за рад на топлотном зрачењу.